# Saint-Étienne-en-Coglès
Saint-Étienne-en-Coglès ist eine Ortschaft und eine Commune déléguée in der französischen Gemeinde Maen Roch mit 1.983 Einwohnern (Stand 1. Januar 2022) im Département Ille-et-Vilaine in der Region Bretagne. 
Die Gemeinde Saint-Étienne-en-Coglès wurde mit Wirkung vom 1. Januar 2017 mit Saint-Brice-en-Coglès zur Commune nouvelle Maen Roch zusammengelegt. Sie gehörte  dort zum Arrondissement Fougères-Vitré und zum Kanton Antrain. 

## Geographie
Nachbarorte sind Saint-Brice-en-Coglès im Nordwesten, La Selle-en-Coglès im Norden, Montours im Nordosten, Saint-Germain-en-Coglès im Osten, Saint-Sauveur-des-Landes im Süden, Saint-Hilaire-des-Landes im Südwesten und Baillé im Südwesten.

## Bevölkerungsentwicklung
| Jahr      | 1962 | 1968 | 1975 | 1982 | 1990 | 1999 | 2008 | 2013 |
| --------- | ---- | ---- | ---- | ---- | ---- | ---- | ---- | ---- |
| Einwohner | 1448 | 1430 | 1339 | 1422 | 1461 | 1430 | 1643 | 1722 |